# New Brockton
New Brockton è un comune degli Stati Uniti d'America situato nella contea di Coffee dello Stato dell'Alabama.
Qua è nato il giocatore di football Abdul Salaam.